# Донингтън парк
Донингтън парк е писта за провеждане на автомобилни и мотоциклетни състезания, намираща се в община Северозападен Лестършър, графство Лестършър, Великобритания.

## История
Пистата приема кръгове от Британския шампионат за туристически автомобили, Супербайк, Световен шампионат за туристически автомобили през 2011, МотоГп в периода 1987-2009 и Формула през 1993 като Гранд При на Европа.

## Победители във Формула 1

### Гран при на Европа
| Година | Пилот       | Конструктор   | Писта          | Статистика |
| ------ | ----------- | ------------- | -------------- | ---------- |
| 1993   | Айртон Сена | Макларън-Форд | Донингтън парк | Статистика |